# Hot Right Now
Hot Right Now è un brano musicale del produttore britannico drum and bass DJ Fresh cantato dalla cantante britannica Rita Ora, estratto come secondo singolo dal terzo album del disc jockey, nextlevelism. È stato pubblicato il 12 febbraio 2012 in Regno Unito per il download digitale su iTunes.

## Video
Il video diretto per il brano è approdato in rete il 14 dicembre 2011 sul canale YouTube ufficiale di DJ Fresh. Rita ora si diverte e passeggia con i suoi amici per un parco a Los Angeles. Il video ha avuto oltre 42 milioni di visualizzazioni su YouTube. È dunque il video più visto di Rita Ora e DJ Fresh.